# Мафдет

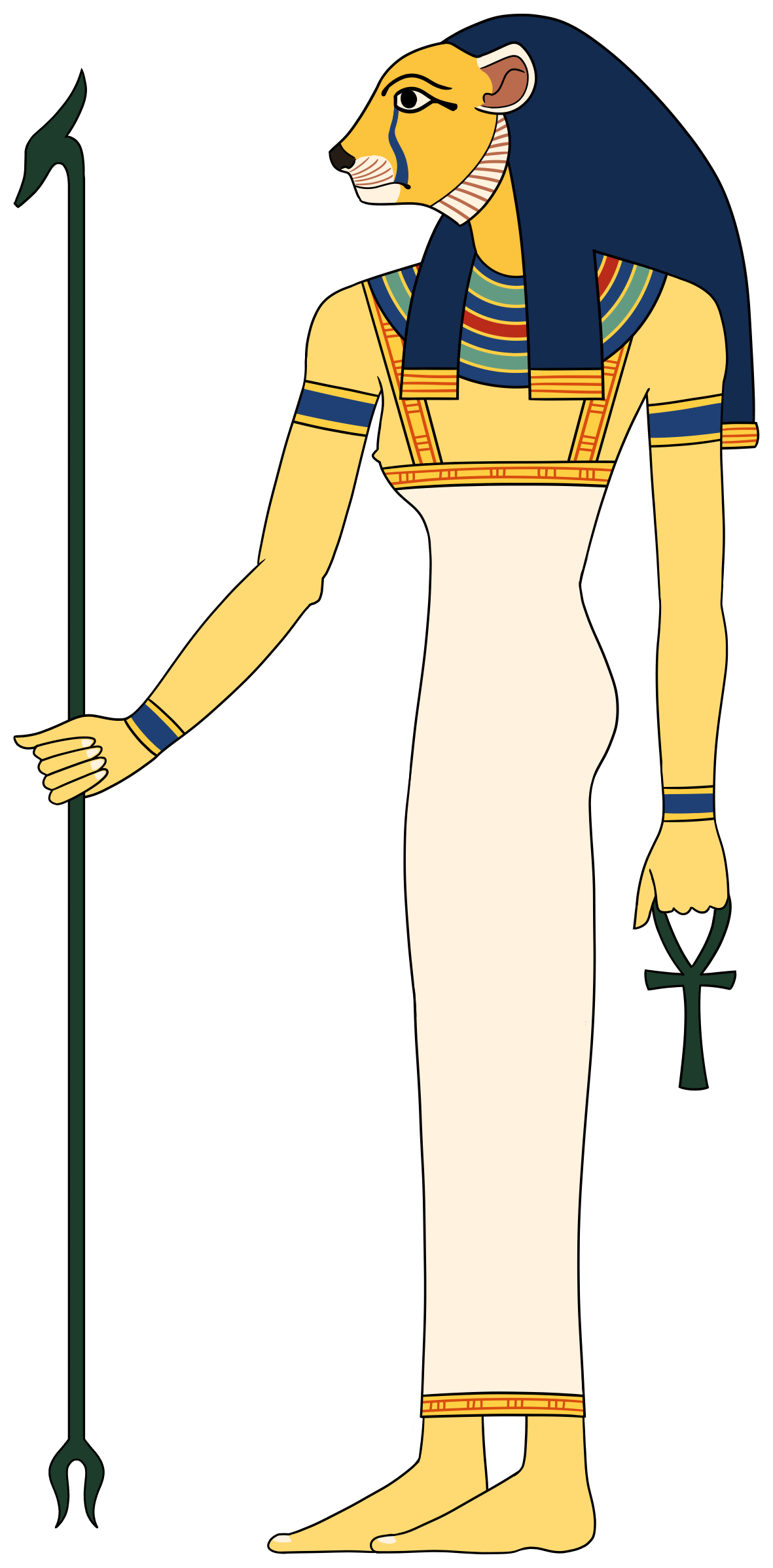
Мафдет

У ранній єгипетській міфології Мафдет зображується жінкою з головою гепарда. Її ім'я означає — та що швидко біжить. Мафдет уособлювала правосуддя, або швидше страту. Вона асоціювалася із захистом королівської опочивальні та інших священних місць. Також вона була захисником фараона. З тих пір, як отруйні тварини, такі як скорпіони і змії були вбиті тваринами родини котячих, Мафдет стали вважати богинею тварин родини котячих. Її назвали вбивцею змій. У мистецтві Мафдет показана як кішка, жінка з головою кішки або кішка з головою жінки, іноді з заплетеними волоссям, який закінчувалися хвостами скорпіонів. Часом її показували із зачіскою із змій. Вона також зображувалася такою що біжить по зброї ката. Говорили, що Мафдет виривала серця грішників і підносила їх до ніг фараона, це властиво котам які дарують людям гризунів і птахів, яких вони вбили чи покалічили. За часів Нового Царства, Мафдет правила суддівським залом у Дуаті, де вороги фараона обезголовлювали кігтем Мафдет. Пізніше її культ був замінений на культ Басти, іншої богині-кішки, воїна-левиці, яка була захисником фараона.